# Ombergs bokskog
Ombergs bokskog är ett naturreservat i Ödeshögs kommun i Östergötlands län.
Området är naturskyddat sedan 1998 och är 9 hektar stort. Reservatet omfattar en brant av Omberg ner mot Vättern och består av en bokskog.